# Озоновая дыра

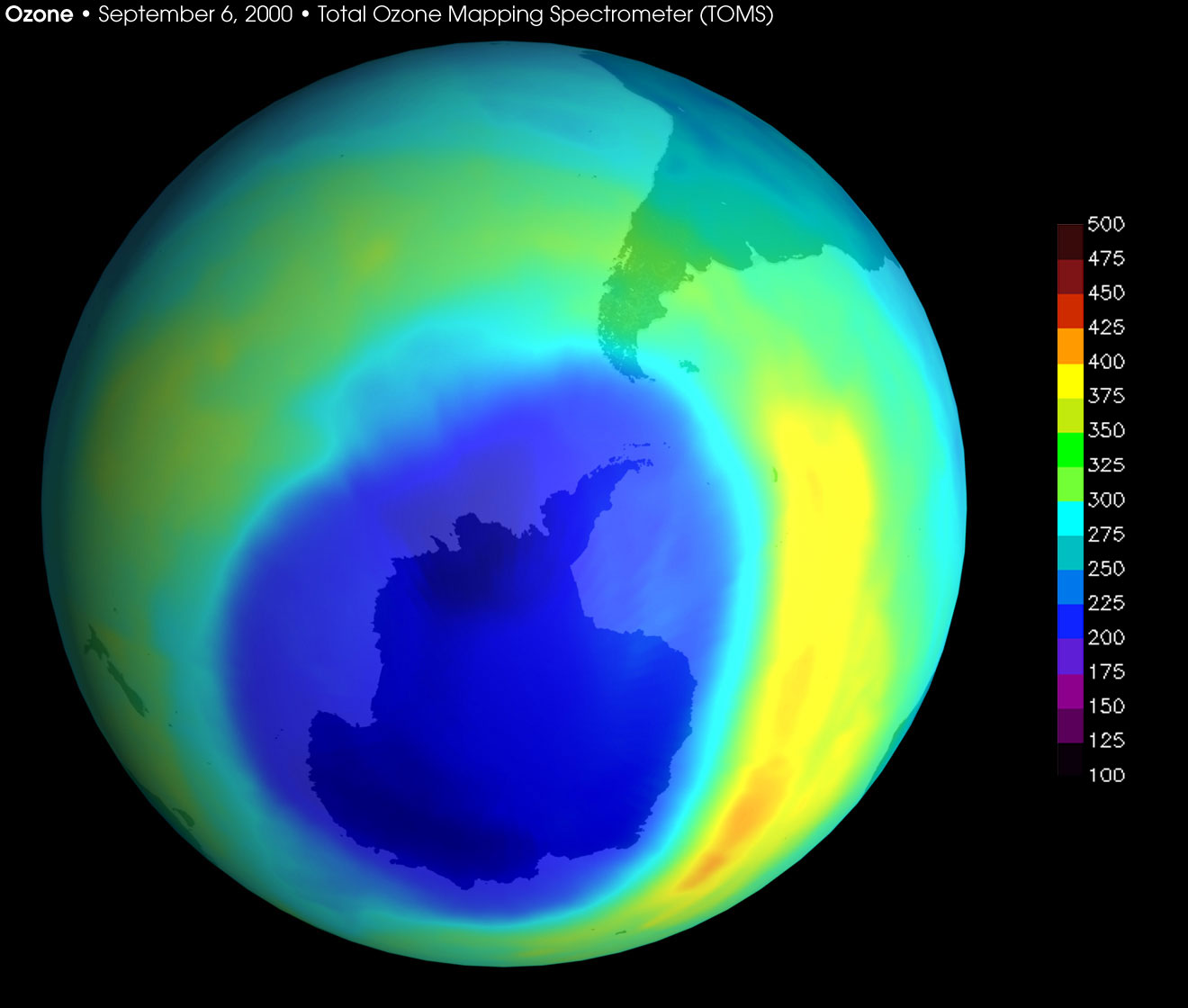
Изображение антарктической озоновой дыры, сентябрь 2000

Антарктическая озоновая дыра в сентябре, с 1957 года по 2001

Озо́новая дыра́ — это локальное падение концентрации озона в озоновом слое Земли. По общепринятой в научной среде теории, во второй половине XX века всё возрастающее воздействие антропогенного фактора в виде выделения хлор- и бромсодержащих фреонов привело к значительному утончению озонового слоя, см., например, доклад Всемирной метеорологической организации:

Эти и другие недавно полученные научные данные укрепили вывод предыдущих оценок в том, что совокупность научных доказательств свидетельствует о том, что наблюдаемая потеря озона в средних и высоких широтах в основном обусловлена антропогенными хлор- и бромсодержащими соединениями
Оригинальный текст (англ.)These and other recent scientific findings strengthen the conclusion of the previous assessment that the weight of scientific evidence suggests that the observed middle- and high-latitude ozone losses are largely due to anthropogenic chlorine and bromine compounds
Для определения границ озоновой дыры выбран минимальный уровень содержания озона в атмосфере в 220 единиц Добсона.
Площадь озоновой дыры над Антарктикой составляла в 2018 году в среднем 22,8 млн квадратных километров (в 2010—2017 годах среднегодовые величины колебались от 17,4 до 25,6 млн квадратных километров, в 2000—2009 годах — от 12,0 до 26,6 млн квадратных километров, в 1990—1999 годах — от 18,8 до 25,9 млн квадратных километров).

## История
Озоновую дыру диаметром свыше 1000 км впервые обнаружили в 1985 году над Антарктидой, группа британских учёных Дж. Шанклин, Дж. Фармен, Б. Гардинер.  Каждый август она появлялась, а в декабре — январе прекращала своё существование. Над Северным полушарием в Арктике осенью и зимой существуют многочисленные озоновые мини-дыры. Площадь такой дыры не превышает 2 млн км², время её жизни — до 7 суток.
Озоновый слой поглощает разрушительную для живых клеток часть ультрафиолетового излучения Солнца. Поэтому в 1985 году была заключена Венская конвенция об охране озонового слоя. В сентябре 1987 года в Монреале был подписан Протокол по веществам, разрушающим озоновый слой (Монреальский протокол). К 2016 году его подписали 197 государств. Он контролирует почти 100 химических веществ в нескольких категориях. Для каждой группы веществ, разрушающих озоновый слой, был установлен график поэтапного отказа от производства и потребления с тем, чтобы в конечном итоге отказаться от них полностью. В 1996 году было полностью прекращено производство хлорфторуглеродов, в настоящее время выводятся из обращения гидрофторуглероды. 
В настоящее время озоновый слой постепенно восстанавливается. Ожидается, что антарктическая озоновая дыра исчезнет к 2060 году. Согласно оценкам, надлежащая реализация Монреальского протокола поможет предотвратить 2 миллиона случаев рака кожи к 2030 году.

## Механизм образования
Во время полярных ночей озон не образуется, так как ультрафиолет не воздействует на молекулы кислорода. Имея большую массу, молекулы озона опускаются к поверхности Земли и разрушаются, так как неустойчивы при нормальном давлении.
Роуланд и Молина предположили, что атомы хлора могут вызвать разрушение больших количеств озона в стратосфере. Их выводы были основаны на аналогичной работе Пауля Джозефа Крутцена и Харольда Джонстоуна, которые показали, что оксид азота (II) (NO) может ускорять разрушение озона.

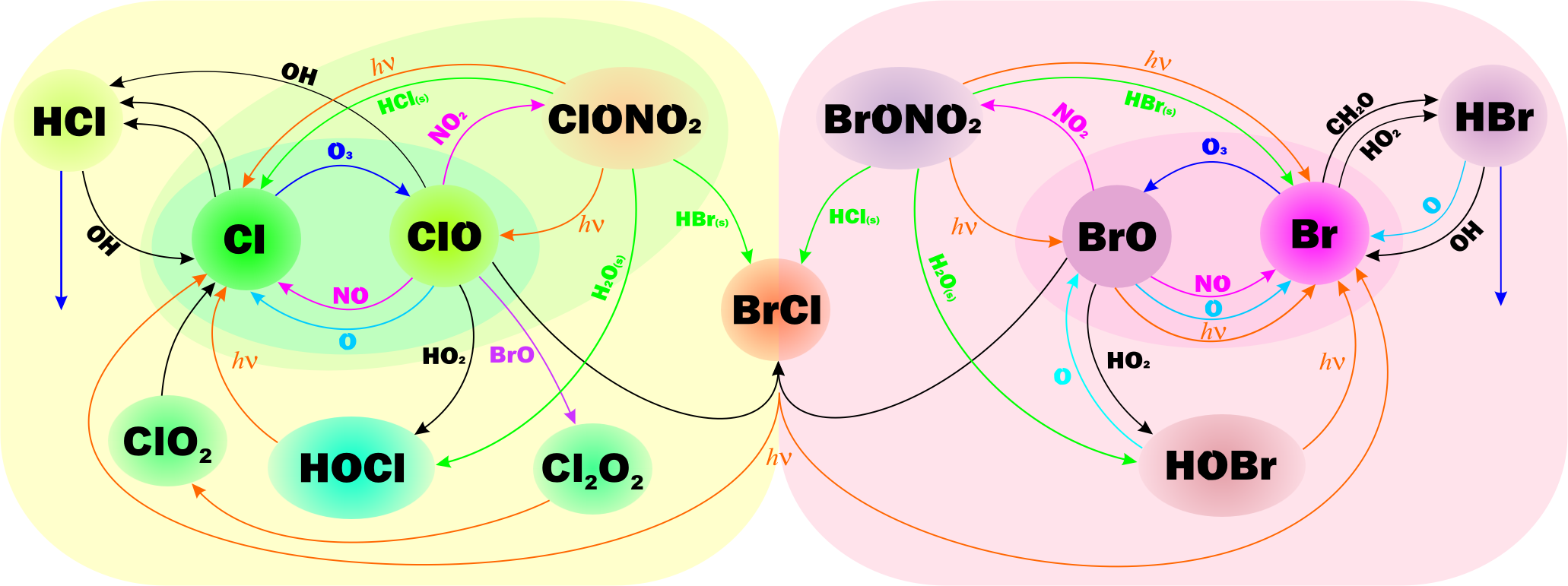
Схема реакции галогенов в стратосфере, включающая реакции галогенов с озоном

К уменьшению концентрации озона в атмосфере ведёт совокупность факторов, главными из которых является гибель молекул озона в реакциях с различными веществами антропогенного и природного происхождения, отсутствие солнечного излучения в течение полярной зимы, особо устойчивый полярный вихрь, который препятствует проникновению озона из приполярных широт, и образование полярных стратосферных облаков (ПСО), поверхность частиц которого катализируют реакции распада озона. Эти факторы особенно характерны для Антарктики, в Арктике полярный вихрь намного слабее ввиду отсутствия континентальной поверхности, температура выше на несколько градусов, чем в Антарктике, а ПСО менее распространены, к тому же имеют тенденцию к распаду в начале осени. Будучи химически активными, молекулы озона могут реагировать со многими неорганическими и органическими соединениями. Главными веществами, вносящими вклад в разрушение молекул озона, являются простые вещества (водород, атомы кислорода, хлора, брома), неорганические (хлороводород, монооксид азота) и органические соединения (метан, фторхлор- и фторбромфреоны, которые выделяют атомы хлора и брома). В отличие, например от гидрофторфреонов, которые распадаются до атомов фтора, которые, в свою очередь, быстро реагируют с водой, образуя стабильный фтороводород. Таким образом, фтор не участвует в реакциях распада озона. Йод также не разрушает стратосферный озон, так как иодсодержащие органические вещества почти полностью расходуются ещё в тропосфере. Основные реакции, вносящие вклад в разрушение озона, приведены в статье про озоновый слой.

## Последствия
Ослабление озонового слоя усиливает поток ультрафиолетовой солнечной радиации, проникающей в океанские воды, что ведет к увеличению смертности среди морских животных и растений.

## Восстановление озонового слоя
Хотя человечеством были приняты меры по ограничению выбросов хлор- и бромсодержащих фреонов путём перехода на другие вещества, например фторсодержащие фреоны, процесс восстановления озонового слоя займёт несколько десятилетий. Прежде всего, это обусловлено огромным объёмом уже накопленных в атмосфере фреонов, которые имеют время жизни десятки и даже сотни лет. Поэтому затягивания озоновой дыры не стоит ожидать ранее середины века. В 2024 году учёные NOAA и НАСА спрогнозировали, что озоновый слой полностью восстановится к 2066. По данным профессора Сьюзан Соломон, с 2000 по 2015 озоновая дыра над Антарктидой уменьшилась примерно на площадь Индии. По оценке НАСА, в 2000 году среднегодовая площадь озоновой дыры над Антарктидой составила 24,8 млн км², в 2015 году — 25,6 млн км², в 2020 — 23,5 млн кв. км.

## Заблуждения об озоновой дыре
Существует несколько широко распространённых мифов касательно образования озоновых дыр. Несмотря на свою ненаучность, они часто появляются в СМИ — иногда по неосведомлённости, иногда поддерживаемые сторонниками теорий заговоров.  

### Озоновая дыра над Антарктидой существует уже давно
Систематические научные наблюдения за озоновым слоем Антарктиды ведутся с 20-х годов XX века, но только во второй половине 70-х было обнаружено образование «устойчивой» Антарктической озоновой дыры, причем быстрые темпы её развития (увеличение размеров и снижение средней концентрации озона в границах дыры) в 80-е и 90-е годы вызвали панические опасения того, что точка невозврата в степени разрушающего антропогенного воздействия на озоновый слой уже пройдена.

### Основными разрушителями озона являются фреоны
Это утверждение справедливо для средних и высоких широт. В остальных хлорный цикл ответственен только за 15—25 % потерь озона в стратосфере. При этом 80 % хлора имеет антропогенное происхождение (подробнее про вклад различных циклов см. ст. озоновый слой). То есть вмешательство человека сильно увеличивает вклад хлорного цикла. И при имевшейся тенденции к увеличению производства фреонов до вступления в действие Монреальского протокола (10 % в год) от 30 до 50 % общих потерь озона в 2050 году обуславливалось бы воздействием фреонов. До вмешательства человека процессы образования озона и его разрушения находились в равновесии. Но фреоны, выбрасываемые при человеческой деятельности, сместили это равновесие в сторону уменьшения концентрации озона. Что же касается полярных озоновых дыр, то здесь ситуация совершенно иная. Механизм разрушения озона в принципе отличается от более высоких широт, ключевой стадией является превращение неактивных форм галогенсодержащих веществ в оксиды, которая протекает на поверхности частиц полярных стратосферных облаков. И в результате практически весь озон разрушается в реакциях с галогенами, за 40—50 % ответственен хлор и порядка 20—40 % — бром.

#### Позиция компании «Дюпон»
Компания «Дюпон» («DuPont») после обнародования данных об участии фреонов в разрушении стратосферного озона потратила миллионы долларов на кампанию в прессе по защите фреонов. Председатель компании «Дюпон» писал в статье в журнале Chemical Week от 16 июля 1975 года, что «теория разрушения озона — это научная фантастика; вздор, не имеющий смысла». Кроме компании «Дюпон» целый ряд компаний во всём мире производил и производит различные типы фреонов без отчисления лицензионных платежей, которые, однако же, не используются в стандарных, одобренных официальными надзорными органами подавляющего количества промышленно развитых стран холодильных и климатеских установках и в других основных промышленных применениях . Однако к моменту окончания патентных прав компании "Дюпон" на ХФУ R12 и R22 позиция компании диаметрально изменилась, компании "Дюпон" стал выгодным запрет на разрушающие озон ХФУ и заработала значительные средства от продажи прав на производство якобы озонобезопасного хладона R134а, который к этому времени был также признан опасным для озона и заменен в настоящий момент на горючий хладагент изобутан R600а, который, начиная примерно с 2000 года, используется повсеместно в бытовой холодильной технике.

### Фреоны слишком тяжелы, чтобы достигать стратосферы

вертикальное распределение фреона CFC-11

вертикальное распределение криптона-85

Иногда утверждается, что так как молекулы фреонов намного тяжелее азота и кислорода, то они не могут достигнуть стратосферы в значительных количествах. Однако атмосферные газы перемешиваются полностью, а не стратифицируются или сортируются по весу. Оценки требуемого времени для диффузионного расслоения газов в атмосфере требуют времён порядка тысяч лет. Конечно, в динамической атмосфере это невозможно. Процессы вертикального массопереноса, конвекции и турбулентности полностью перемешивают атмосферу ниже турбопаузы намного быстрее. Поэтому даже такие тяжёлые газы, как инертные или фреоны, равномерно распределяются в атмосфере, достигая в том числе и стратосферы. Экспериментальные измерения их концентраций в атмосфере подтверждают это, см. например справа график распределения фреона CFC-11 по высоте. Также измерения показывают, что требуется порядка пяти лет для того чтобы газы, выделившиеся на поверхности Земли, достигли стратосферы, см. второй график справа. Если бы газы в атмосфере не перемешивались, то такие тяжёлые газы из её состава, как аргон и углекислый газ, образовывали бы на поверхности Земли слой в несколько десятков метров толщиной, что сделало бы поверхность Земли необитаемой. Но это не так. И криптон с атомарной массой 84, и гелий с атомарной массой 4, имеют одну и ту же относительную концентрацию, что около поверхности, что до 100 км высоты. Конечно, всё вышесказанное справедливо только для газов, которые относительно стабильны, как фреоны или инертные газы. Вещества, которые вступают в реакции, а также подвергаются различным физическим воздействиям, скажем, растворяются в воде, имеют зависимость концентрации от высоты.

### Основные источники галогенов природные, а не антропогенные
Есть мнение, что природные источники галогенов, например вулканы или океаны, более значимы для процесса разрушения озона, чем произведённые человеком. Однако природные галогены в основном не достигают стратосферы ввиду того, что являются водорастворимыми (в основном хлорид-ионы и хлороводород) и вымываются из атмосферы, выпадая в виде дождей на землю. Также природные соединения менее устойчивы, чем фреоны, например метилхлорид имеет атмосферное время жизни всего порядка года, по сравнению с десятками и сотнями лет для фреонов. Поэтому их вклад в разрушение стратосферного озона довольно мал. Даже редкое по своей силе извержение вулкана Пинатубо в июне 1991 года вызвало падение уровня озона не за счёт высвобождаемых галогенов, а за счёт образования большой массы сернокислых аэрозолей, поверхность которых катализировала реакции разрушения озона. Уже через три года практически вся масса вулканических аэрозолей была удалена из атмосферы. Таким образом, извержения вулканов являются сравнительно краткосрочными факторами воздействия на озоновый слой, в отличие от фреонов, которые имеют времена жизни в десятки и сотни лет.

### Озоновая дыра должна находиться над источниками фреонов
Есть объяснение тому, почему озоновая дыра образуется в Антарктике, когда основные выбросы фреонов происходят в Северном полушарии. Дело в том, что фреоны хорошо перемешаны в тропосфере и стратосфере. Ввиду малой реакционной способности они практически не расходуются в нижних слоях атмосферы и имеют срок жизни в несколько лет или даже десятилетий. Будучи очень летучими молекулярными соединениями, они сравнительно легко достигают верхних слоёв атмосферы.
Сама Антарктическая «озоновая дыра» существует не круглогодично. Она появляется в конце зимы — начале весны (август—сентябрь) и проявляется в заметном снижении средней концентрации озона внутри обширной географической области. Причины, по которой озоновая дыра образуется в Антарктике, связаны с особенностями местного климата. Низкие температуры антарктической зимы приводят к образованию полярного вихря. Воздух внутри этого вихря движется в основном по замкнутым траекториям вокруг Южного полюса и слабо перемешивается с воздухом других широт. В это время полярная область не освещается Солнцем, и в отсутствие ультрафиолетового облучения озон не образуется, а накопленный до этого разрушается (как в результате взаимодействий с другими веществами и частицами, так и самопроизвольно, поскольку молекулы озона нестабильны). С приходом полярного дня количество озона постепенно увеличивается и снова выходит к нормальному уровню. То есть колебания концентрации озона над Антарктикой — сезонные.
Но если проследить усреднённую в течение каждого года динамику изменения концентрации озона и размера озоновой дыры в течение последних десятилетий, то имеется выраженная тенденция к падению средней концентрации озона в пределах огромной географической области.

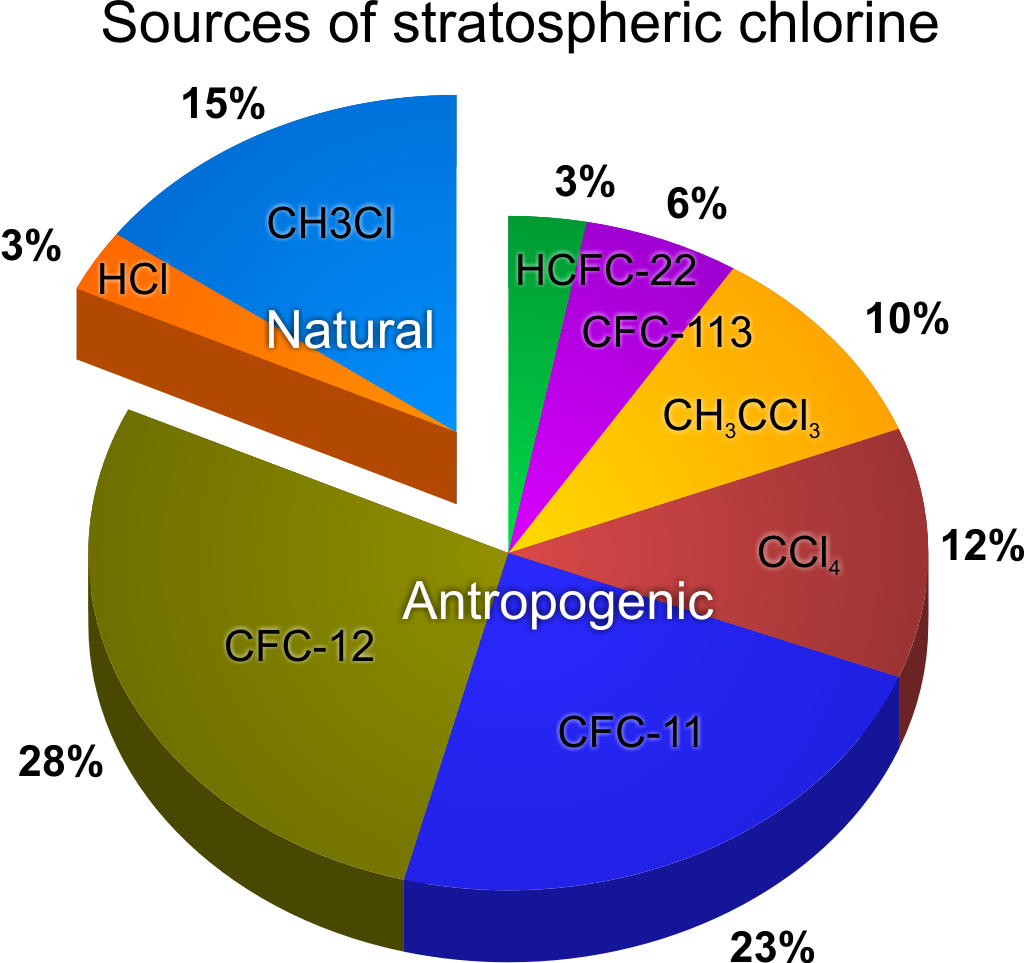
Источники хлора в стратосфере
Динамика изменения размера озоновой дыры и концентрации озона в Антарктике по годам
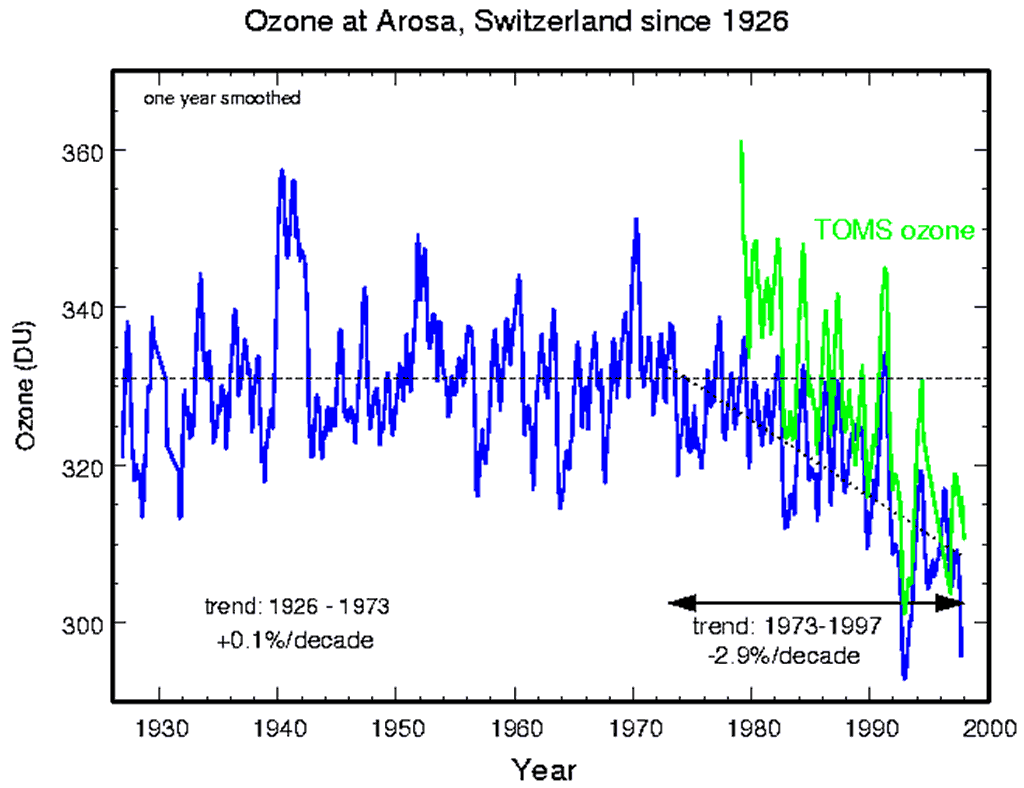
Динамика изменения озонового слоя над Арозой, Швейцария